# Keep Your Mind Wide Open
Keep Your Mind Wide Open (ang. dosł. miej umysł szeroko otwarty) – piosenka stworzona na potrzeby filmu Most do Terabithii, napisana przez Dave’a Bassetta i Michelle Featherstone. Śpiewa ją amerykańska aktorka AnnaSophia Robb, która w filmie gra jedną z głównych ról. Powstał także teledysk do piosenki, w którym widać poszczególne sceny z filmu. Był on emitowany przez Disney Channel i znajduje się na DVD filmu Most do Terabithii. Piosenka zajęła 90. miejsce na liście Billboard Hot 100.